# Korcza
Korcza (alb. Korçë, Korça; gr. Κορυτσά, Korytsá; wł. Corizza; tur. Görice) – miasto w południowo-wschodniej Albanii, w kotlinie na wysokości 866 m n.p.m., u podnóża gór Morava, ośrodek administracyjny okręgu Korcza, a jednocześnie obwodu Korcza.
Według danych spisu powszechnego z 2011 roku populacja Korczy liczy 51 152, w tym 26 124 kobiety oraz 25 028 mężczyzn, z czego Albańczycy stanowili 75,38% mieszkańców, Grecy 3,31%, Arumuni 3,18%, Rumuni 1,1%, Egipcjanie 1,16%, a Macedończycy 0,75%.

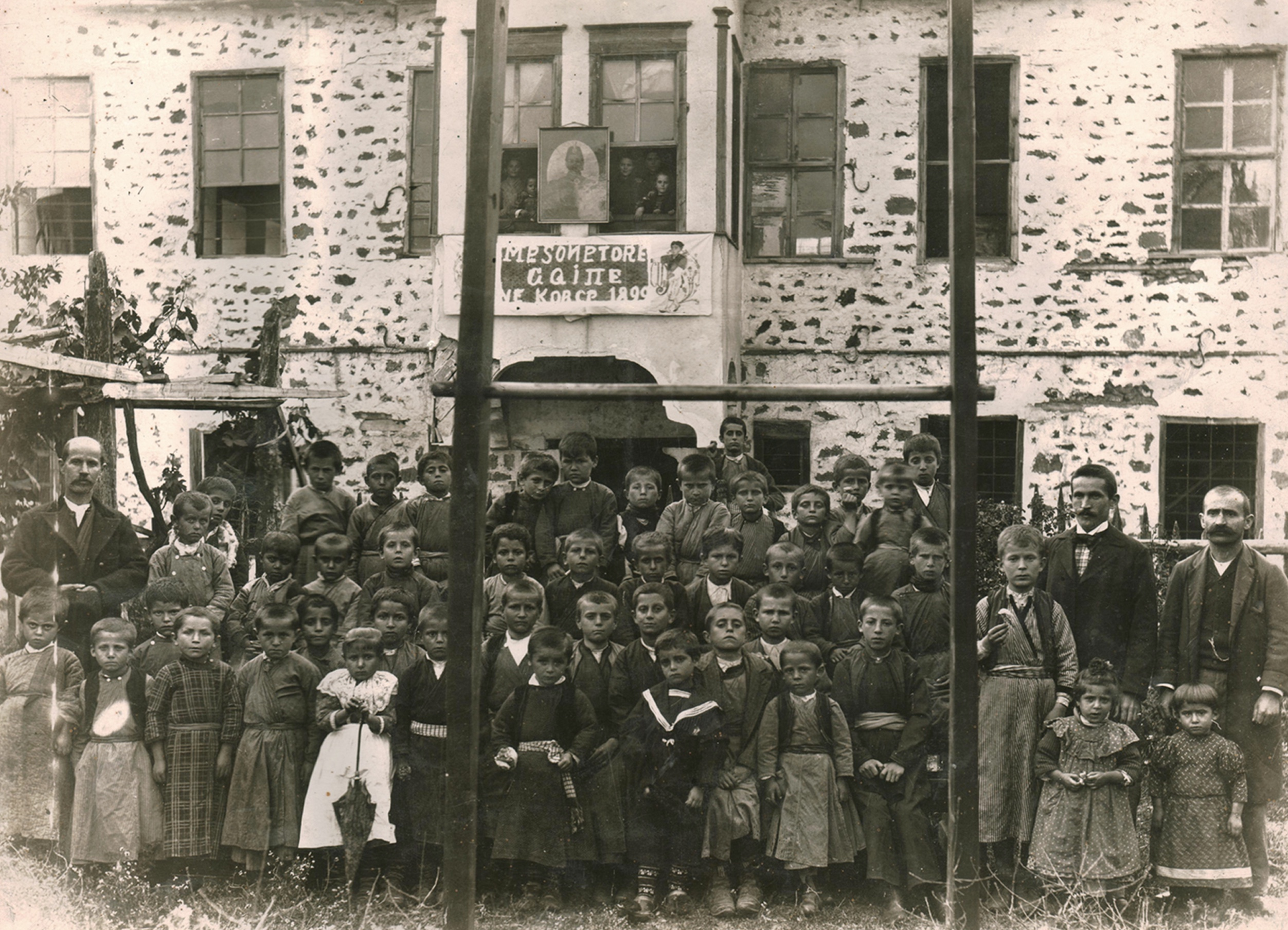
Uczniowie pierwszej szkoły albańskiej, rok 1899

7 marca 1887 roku w Korczy powstała pierwsza szkoła albańska. Zgodę władz osmańskich na jej otwarcie otrzymał Pandeli Sotiri, albański działacz narodowy. Pandeli kierował szkołą, a nauczał w niej również jego brat, Koço. Siedzibą szkoły stał się budynek należący do rodziny Terpo. Dzień 7 marca jest w Albanii obchodzony jako Dzień Edukacji Narodowej.

W mieście znajduje się:
- Meczet Iljaza Mirahori
- Narodowe Muzeum Sztuki Średniowiecznej
- Teatr Andon Zako Çajupi

## Gospodarka
W mieście rozwinął się przemysł spożywczy, lekki, materiałów budowlanych oraz precyzyjny.

## Miasta partnerskie
- Kluż-Napoka
- Mitrowica
- Los Alcázares
- Saloniki
- Werona